# Alba Metge i Climent
Alba Metge i Climent (Barcelona, 15 d'octubre del 1982) és una administrativa i política catalana, diputada per Esquerra Republicana (ERC) durant la XII legislatura del parlament català.
Ha cursat estudis de psicologia i actualment està cursant criminologia a la Universitat Oberta de Catalunya (UOC). Va entrar a militar a ERC l'any 2005 i a partir del 2010 ha anat assumint diferents càrrecs de responsabilitat de la secció local del districte de Gràcia, Barcelona. L'any 2011 es presentà a les eleccions municipals de Barcelona per Unitat per Barcelona (Coalició d'ERC amb Democràcia Catalana i Reagrupament) no sent elegida regidora, tanmateix fou nomenada consellera i portaveu d'ERC del districte de Gràcia, càrrec que ha exercit fins a l'any 2019. Fou substituïda per Olga Hiraldo, guanyadora de les eleccions internes del districte aquell any. A les eleccions del parlament del 2017 es presentà a les llistes per Barcelona en el número 33 tot i no ser elegida, fou nomenada diputada l'any 2020 arrel de la baixa de Toni Comín com a diputat català. El 2021 no es va tornar a presentar a les eleccions al Parlament.
Ha treballat en diferents comerços de la vila de Gràcia així com a tècnica administrativa i administradora web en diferents empreses. Abans de ser nomenada diputada estava a l'atur. A nivell personal és sòcia d'Òmnium Cultural i l'ANC.